# Szilágyi Dezső (politikus, 1840–1901)
Szilágyi Dezső (Nagyvárad, 1840. április 1. – Budapest, 1901. július 30.) magyar jogász, politikus, Magyarország igazságügy-minisztere, országgyűlési képviselő, a Magyar Tudományos Akadémia tagja.

## Családja
Apja Szilágyi Lajos (1808–1881) jogász volt, és e családi hagyományt követve, a középfokú tanulmányok befejeztével Dezső is jogi pályára lépett. Anyai ágon az erdélyi örmény nemesi Lukács család leszármazottja. Édesanyja az erzsébetvárosi Lukács családból való Lukács Anna (1815–1898). Nagybátyja erzsébetvárosi Lukács Dénes volt. Fivére, dr. Szilágyi Etele (1844–1894), a kolozsvári egyetem tanára; leánytestvére, Szilágyi Piroska, akinek a férje, királydaróczi Poynár Dénes (1844–1902), a nagyváradi királyi ítélőtábla bírója volt.

## Politikai pályaíve
Tanulmányait Bécsben és Pesten végezte, majd mint ügyvéd és újságíró tevékenykedett a magyar fővárosban. A Kemény Zsigmond szerkesztésében megjelenő Pesti Naplónál és a Pompéry János szerkesztette Magyarország című napilapnál dolgozott.
1867-ben a Horvát Boldizsár vezette igazságügyi minisztérium titkára. 1870-71 folyamán hivatalos megbízást teljesítve Nagy-Britanniában járt, a parlamenti és jogi intézmények tanulmányozása céljából. 1872-ben miniszteri osztálytanácsos, és 1874-ig tagja a kodifikáló bizottságnak. 1874 és 1889 között a büntetőjog és a politika rendes tanára a pesti egyetemen.
Politikai pályafutása 1871-ben vette kezdetét, amikor egy időközi választáson Gyulafehérvárott képviselői mandátumot szerzett. 1878 januárjáig a Deák-párt, majd a fúzió után a Szabadelvű Párt tagja. A Szabadelvű Pártból való első kilépésére a dualisztikus közös ügyek tárgyalásával kapcsolatosan került sor. 1878 áprilisa és 1886 márciusa között a Mérsékelt Ellenzék vezető politikusa. Ellenzékiként a Józsefváros képviselője, ahol három egymást követő választáson szerzett mandátumot. A Mérsékelt Ellenzékből történő kilépését követően haláláig Pozsony városát képviselte. 1889-ben visszatért a kormánypártba, melynek 1898 decemberéig tagja maradt. Második kilépésére a Szabadelvű Pártból a lex-Tisza elfogadása szolgáltatott alkalmat. Bánffy Dezső lemondása után azonban ismét visszatért a pártba.
1889 áprilisától 1895 januárjáig igazságügyminiszter a Tisza-, a Szapáry-, és az első Wekerle-kormányban. A Bánffy-kormány idején a képviselőház elnöke 1898. decemberi lemondásáig. A millenniumi ünnepségek keretében 1896. június 8-án Szilágyi Dezső köszöntötte az uralkodópárt az országgyűlés nevében. Ugyanez év őszén az interparlamentáris konferencia budapesti ülésszakának tárgyalásait vezette. 1900-ban a magyar delegáció elnöki tisztét töltötte be. Tagja volt a főváros törvényhatósági bizottságának.
Jelentős közéleti szerepet vállalt egyházi téren is. 1876-tól a Dunamelléki Református Egyházkerület világi főjegyzője. 1885-től a felsőbaranyai egyházmegye gondnoka. 1898-tól a Dunamelléki Református Egyházkerület főgondnoka. 1897-től a Magyar Tudományos Akadémia tiszteleti tagja.
Jászi Oszkár írta róla nem sokkal halála után: „Egész kétségtelen előttünk, hogy a jövő történetírója a Szilágyi Dezső halálával fogja megjelölni a magyar liberalismus végét.”

## A pártpolitikus

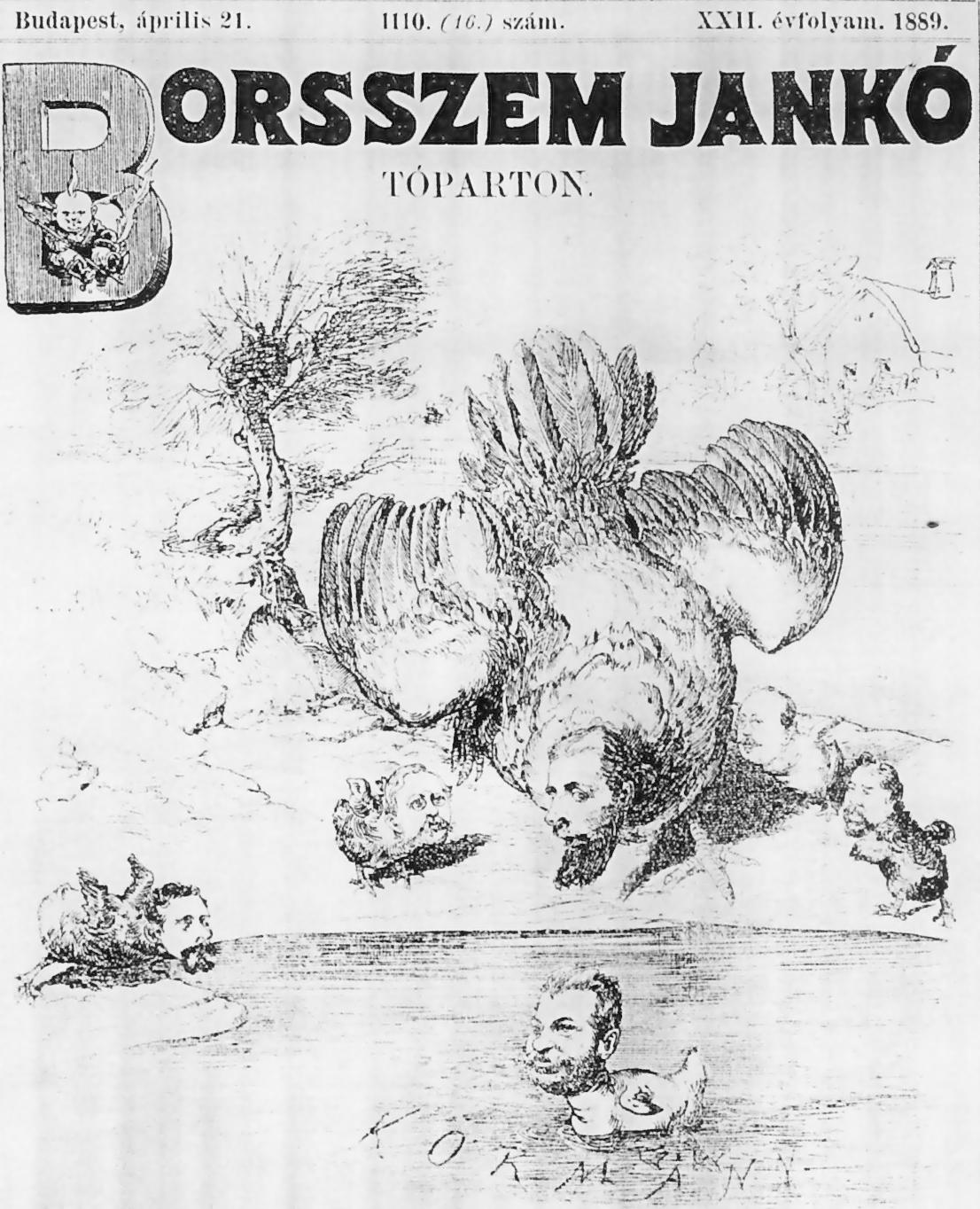
Szilágyi Dezső és Apponyi Albert karikatúrája

Szilágyit kilencszer választották országgyűlési képviselővé: három-három alkalommal Gyulafehérvárott, Budapest nyolcadik kerületében, valamint Pozsony első választókerületében.
1871. november 6-án Gyulafehérvárott jutott először mandátumhoz Deák-párti programmal, és e várost képviselte a következő két parlamenti ciklusban is, az 1875–78-as országgyűlésen már a Szabadelvű Párt tagjaként.
A Szabadelvű Párthoz fűződő kötelékei 1878 elején a gazdasági kiegyezési tárgyalások miatti nézeteltérések következtében szakadtak el. Szilágyi elhibázottnak tartotta a kiegyezési tárgyalások általános politikai vonalvezetését, mégpedig azért, mert a kormány nem számolt reális lehetőségként az önálló vámterület megvalósításával. Felvetette továbbá, hogy fontos gazdasági kérdésekben hiteles statisztikai adatok nélkül dönteni felelőtlenség. Bírálatait a kormány elhárította, így kilépett a pártból.
A Mérsékelt Ellenzék tagjaként a kormány megdöntésének célja vezette. Kérdés, komolyan gondolta-e, hogy a királyi előjogok által gúzsba kötött magyar parlamenti rendszer lehetővé teszi egy olyan párt hatalomra kerülését, mely a kiegyezésben foglalt alkotmányos lehetőségek maximális kiaknázását kívánja, midőn a hatalmon levő párt hajlandó a kompromisszumokra. Mindenesetre a Szabadelvű Pártból történt kilépését követően az elszigetelődés veszélyét kerülendő nem volt más választása, mint a csatlakozás az egyetlen olyan párthoz, mely közjogi felfogását tekintve számára vállalható volt, még ha egyéb tekintetben nem is egyezett véleménye a párt más meghatározó tagjaival (például gróf Apponyi Alberttel, a párt vezetőjével).
Az 1878-as választásokon három választókerületben is indult jelöltként. Megválasztották a Józsefvárosban – a szabadelvű párti Jókai Mórral szemben – és Jákóhalmán, viszont Nagyváradon alulmaradt Teleszky István ellenében. A szavazatok száma az első fordulóban egyformán alakult, de az újabb választás Teleszky javára döntött, így Szilágyi Józsefváros képviselője lett.
Az 1881-es választásokon Szilágyi a szabadelvű párti Csepreghy János és a függetlenségi párti Mudrony Soma ellenében jutott a képviselőházba, abszolút többséggel, míg 1884-ben Irányi Dániel és Verhovay Gyula voltak vetélytársai.
1887-ben Siklóson vereséget szenvedett, nem sokkal utóbb azonban sikerült megszereznie Pozsony város első választókerületének mandátumát, melyet haláláig megtartott.
A Mérsékelt Ellenzékből való kilépésre két dolog motiválhatta, egyrészt az évekig tartó passzivitás, mely rengeteg energia tárgyiasulás nélküli elpazarlását jelentette, másrészt a pártban felülkerekedő azon irány, mely a „nemzeti élet teljességét” követelve közjogi reformokat kezdett sürgetni. Szilágyi csatlakozására a Szabadelvű Párhoz 1889. április 20-án került sor.
Pártváltoztatásait értékelték egyéni érdekhajhászásként épp úgy, mint kényszerhelyzetek sorozataként. Talán csak a megvalósulni vágyó alkotókedv kitörési kísérletei ezek egy szűkre szabott politikai rendszer kereteiből.

## A szakpolitikus

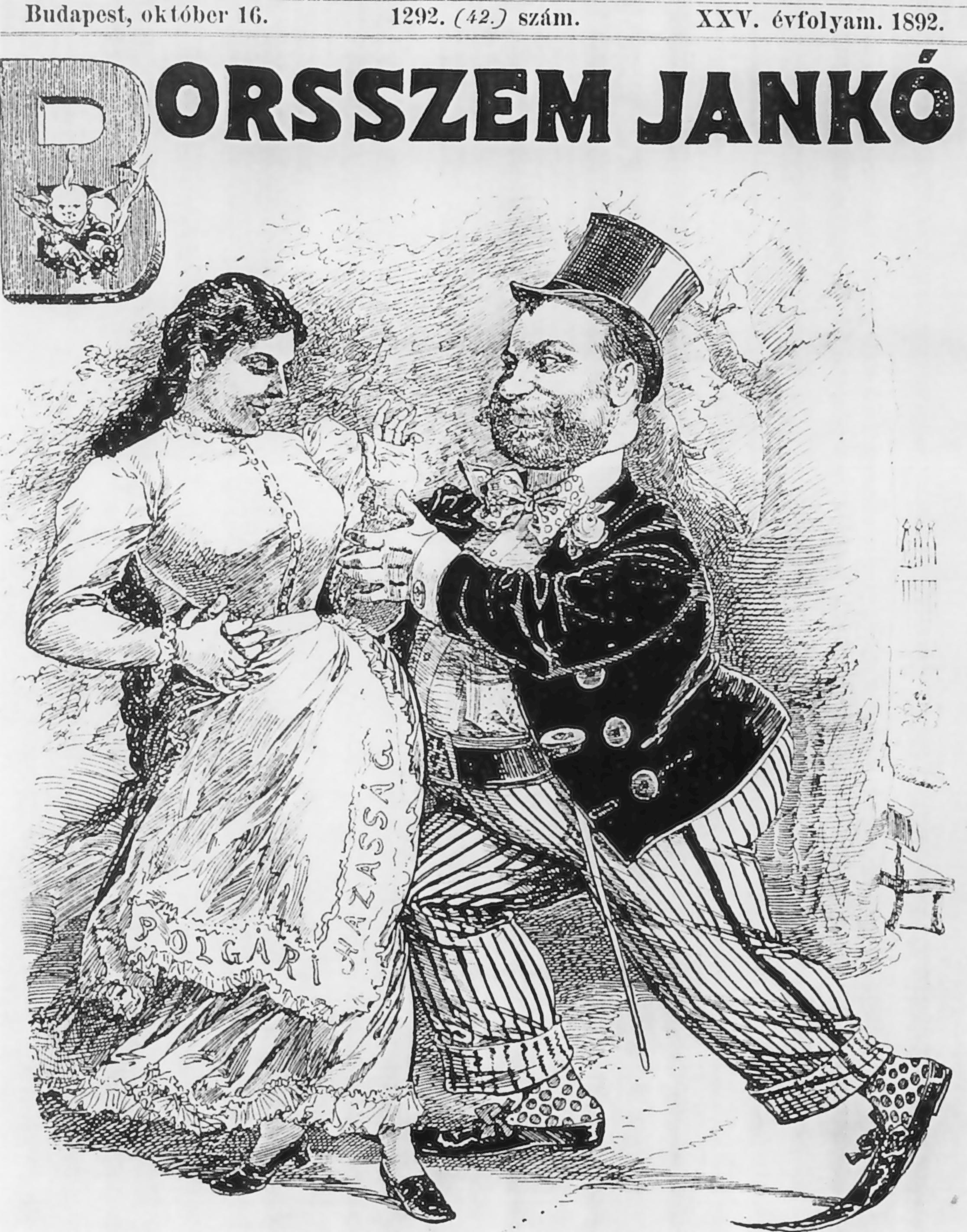
Szilágyi Dezső és a „Polgári Házasság”

Szilágyi Dezső tervbe vett jogi reformjait pozsonyi választóihoz írt levelében ekként vázolta fel: „…feladatomul tűztem ki igazságügyi reformjainkat a magok egészében felkarolni. …Az egyik főalkatrész a bírói szervezet kiépítése és konszolidálása. …Ezzel összefügg, legalább lényeges részeiben, magának az igazságügyi miniszteriumnak, valamint az igazságügyi szervezet többi alkatelemeinek reformja is. A második, párhuzamosan munkába veendő feladat, a jog egységének megalkotása, rendszeres törvénykönyvek szerkesztése által. …Szándékom e nagy reformokat minden alkatelemökben munkába venni; felkarolni a feladatot a maga összefüggésében; úgy az alaki, mint az anyagi jog terén megtartani a sorrendet az életbeléptetésben, úgy, amint az egyik feltétele a másiknak és amint azt az igazságügyi szervezet megbirja; de munkába venni együttesen és összefüggőleg.”
Szilágyi munkásságával igazolta a fentieket. Törvények sorát terjesztette be azon koncepció jegyében, mely szerint először a szervezeti kereteket kell modernizálni, majd ezt követően lehet reformálni az eljárási jogot. A királyi ítélőtáblák és a királyi ügyészségek reformjával (1890. XXV. tc.), valamint a bírói és ügyészi szervezet módosításával (1891. XVII. tc.) megteremtette az eljárási jog reformjának alapjait. A sommás eljárásról szóló törvénnyel (1893. XVIII. tc.) pedig már a polgári eljárási jog korszerűsítésének útjára lépett. Szilágyi a jogegységet és jogbiztonságot kívánta előmozdítani az örökösödési eljárást szabályozó 1894. XVI. tc-kel, amely kizárólag a járásbíróságok hatáskörébe utalta az eljárást, és biztosította a telekkönyvi bejegyzések szinkronját a jogi állapot változásaival. Az igazságszolgáltatás további korszerűsítése utóda – 1892 nyarától 1895 elejéig államtitkára – Erdély Sándor idején Szilágyi nyomdokain haladva folytatódott.
Az első Wekerle-kormány igazságügyminisztereként Szilágyi nyújtotta be 1893 végén a házassági jogról szóló törvényjavaslatot. A törvényjavaslat indoklásában a reform szükségessége melletti legfőbb érvként hozta fel „hogy a vallásfelekezetek szerint párhuzamosan érvényben levő különféle házassági jogok és még inkább a vegyes házasságok tekintetében fennálló kettős jog és kettős bíráskodás a házasság intézményének szilárdságát megrendítették, ellentétes jogállapotokat létesítettek és a visszaélések egész sorozatára vezettek.” A továbbiakban érzékletesen szemléltette az áttérésekkel elérhető visszaéléseket, az illetékességi szabályok ellentétességéből fakadó ellentmondásokat, az egymásnak gyakorta ellentmondó ítéletek végrehajthatatlanságát. A jogi állapot tarthatatlansága és a házasság erkölcsi hitelének ebből fakadó megrendülése mellett felhívta a figyelmet az európai joggyakorlatra is. Politikai szempontból is szükségesnek tartotta a változtatást, egyrészt az állam és az egyház viszonyának rendezése végett, másrészt az állam egységének érdekében. A reform jellegét tekintve a kötelező polgári házasság formáját ajánlotta, mivel ez egységes anyagi jogot biztosít, megfelel a paritás elvének, nem sérti a lelkiismereti szabadságot, és hiteles anyakönyvi adatszolgáltatást tesz lehetővé. A házassági jogról szóló törvény az 1894. évi XXXI. tc-ként került be a magyar törvénytárba.
A kisparasztok gazdasági felemelkedése érdekében készítette elő a telepítésről szóló törvényt (1894. V. tc.). Ennek köszönhetően jelent meg több település Magyarország térképén a századforduló éveiben. Köztük a Bácskában Szilágyi, amely 1903 óta viseli az egykori miniszter nevét.
Szilágyi Dezső a jogegység és jogbiztonság elveit fokozatosan, szerves reformok útján kívánta megvalósítani, az európai jogfejlődés eredményeinek figyelembevételével, annak a politikai axiómának jegyében, mely a magyar állam és a magyar politikai nemzet egységét hirdette.

## Helye a történeti kánonban

Képviselőházi vita, 1891. október 22.

Kortársai Mikszáth Kálmántól Eötvös Károlyig szinte kivétel nélkül nagyra értékelték Szilágyi Dezsőt. Becsülték szónoki képességeit, kifogyhatatlan munkabírását, kritikai érzékét. Mikszáth több karcolatban örökítette meg egyéniségét, sőt még könyvet is készült róla írni.
Merőben más a Horthy-korszak Szilágyi-képe. Meghatározó befolyása volt ezen időszakra Szekfű Gyula publicisztikájának, amelyben a következőképpen ír Szilágyiról: „Az egész ember egy személyes ambíció, mely a viszonyok adott romlottságában érvényesülésre törekszik, elvet, pártot, érdekből váltogat és végeredményben a közélet nihilizmusát nagy tehetségéhez illően: nagyban mozdítja elő” Magyarország területi integritásának megszünte felelősöket követelt, és Szilágyi a letűnt korszak kiemelkedő – és védekezni már képtelen – alakjaként alkalmasnak látszott az „áruló” szerepére.
Szekfű egyébként Horánszky Lajostól, Horánszky Nándor fiától merítette Szilágyira vonatkozó ismereteit. Horánszky Nándor 1891. október 22-én éles hangú kirohanást intézett egykori párttársa, Szilágyi Dezső ellen a Sándor utcai képviselőházban. Saját érveit végül mégsem találhatta teljesen meggyőzőeknek, mivel párbajra hívta ki Szilágyit. A "lovagias ügyet" a párbajsegédek végül elsimították. Mindenesetre beszédének hangvétele és helyenként szövege is visszaköszön fia munkájában (Az uj Magyarország küzdelmeiből. Budapest, 1918), amelyet Szekfű Gyula Szilágyi és a korszak egészének vonatkozásában forrásként használt.
A negatív tradíció, mely a dualizmus korában búvó patakként kísérte Szilágyit, így tört a felszínre a Horthy-korszakban, és hatott ezen időszak szemléletére. A Hóman Bálint és Szekfű Gyula által készített Magyar történet V. kötete például szociális érzéketlensége okán ítéli el Szilágyit. Gratz Gusztáv pedig elsősorban jellemét állítja pellengérre A dualizmus kora első kötetében.
E negatív hagyomány eredményeként a későbbi időszakokban – és ez a mai napig érvényes – Szilágyit szinte teljesen kifelejtették a magyar történeti kánonból: neve az összefoglaló munkákban (és csak ezekben) esetlegesen, félmondatokban szerepel.
Az igazságügyminiszter felett tehát a történetírás ítéletet mondott, az ítélet pedig: feledés. Eötvös Károly még másként gondolta, amikor leírta: „ily férfiut művelt nemzet el nem feled, irodalma nem hagy emlitetlen”

## Szilágyi és a Tátra
Nagy támogatója volt a tátrai turizmusnak, rendszeresen visszatért Ótátrafüredre. Ezért emelt emlékére kilátót a Magyarországi Kárpát-egyesület a Tarajkán.

## Emlékezete

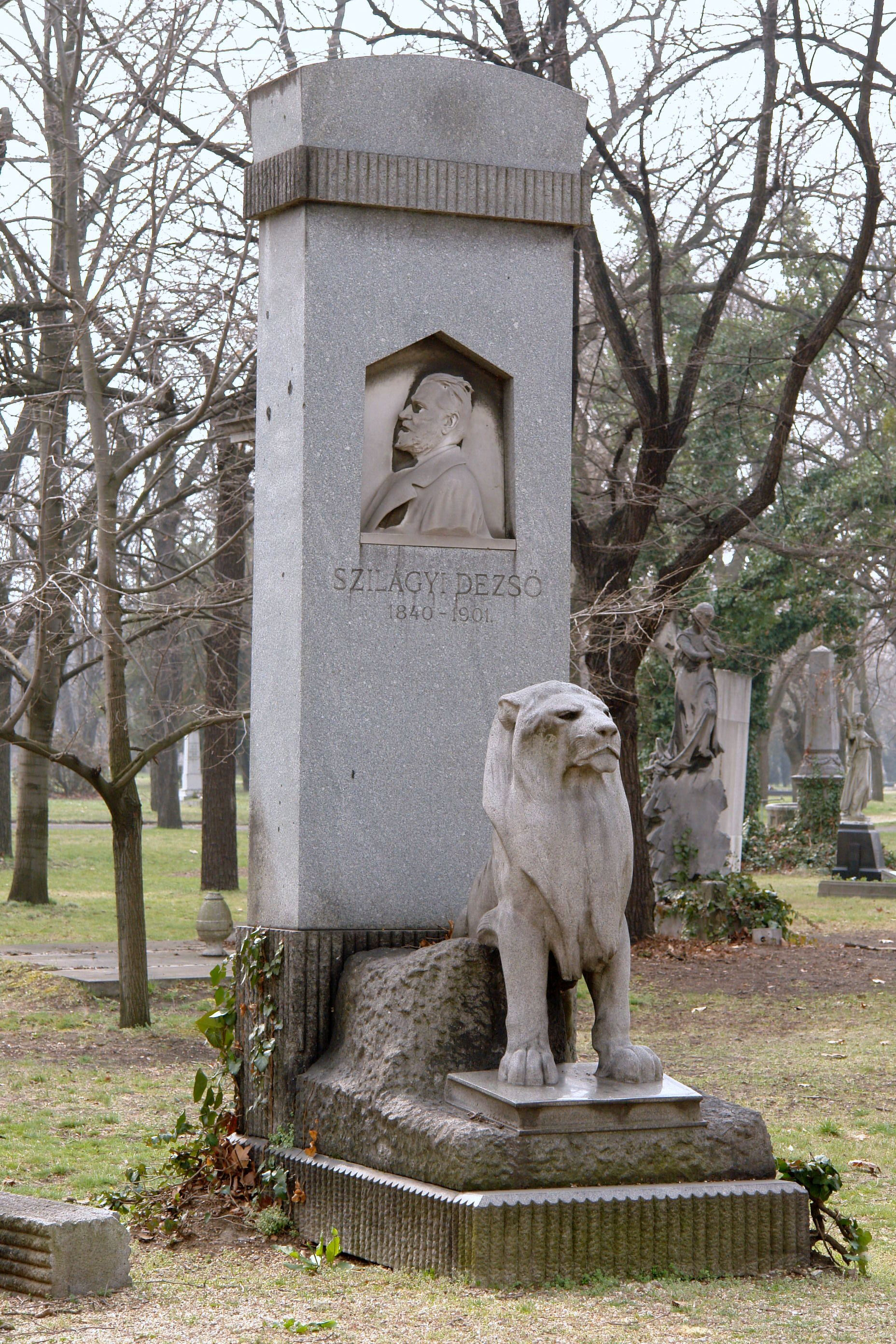
Szilágyi Dezső síremléke a Fiumei úti sírkertben (29-1-1), Strobl Alajos alkotása, 1908

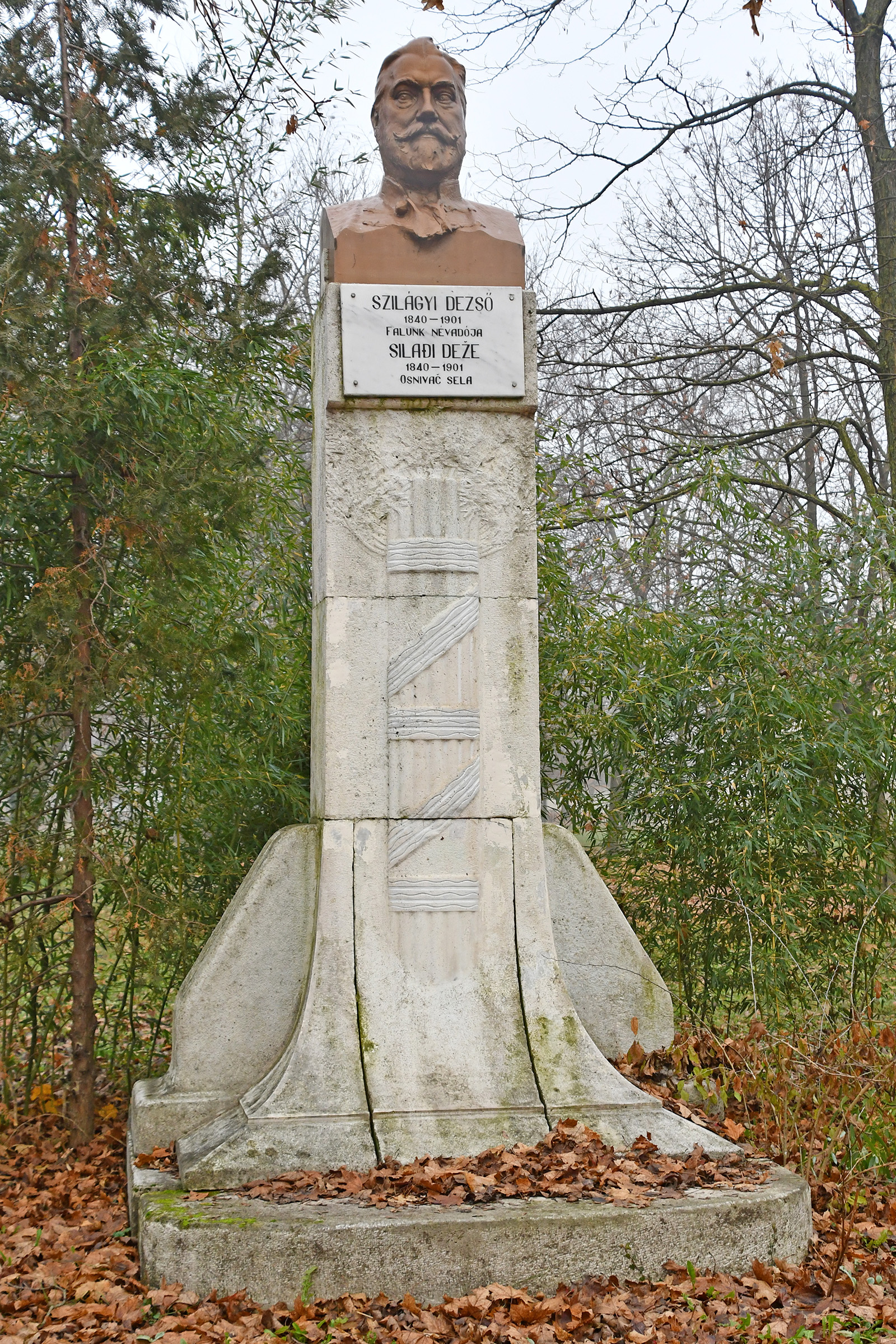
Mellszobra a vajdasági Szilágyi településen

- Szilágyi falu viseli nevét a Nyugat-Bácskában, a Duna bal partján (Szerbia, Vajdaság); a római katolikus templom kertjében mellszobra áll
- Tér (Szilágyi Dezső tér) viseli nevét Budapesten, a budai Duna-parton.
- Utca viseli nevét Makón, Szegeden és Monoron
- Mellszobra (készítette: Telcs Ede) 1907 óta áll a Szilágyi templomkertben.
- Síremléke (készítette: Strobl Alajos, kivitelezte Kauser műhely) 1908 óta áll a Kerepesi úti temetőben, a Deák-mauzóleum szomszédságában.
- A Magas-Tátrában, a Tarajka közelében egy kis épített kilátó Szilágyi Dezső nevét viselte. A kilátó ma is áll, de az eredeti dombormű nélkül. Az újraöntött domborművet 2023-ban újraállították.